# Lijst van rijksmonumenten aan de Singel (Amsterdam, Noord)
Een overzicht van de 278 rijksmonumenten aan de Singel in Amsterdam.
Het overzicht is opgesplitst in twee delen. Dit is het noordelijke deel vanaf de Prins Hendrikkade tot de Raadhuisstraat. Dit zijn de nummers 1 t/m 229 aan de oneven zijde en 2 t/m 240 aan de even zijde. Zie ook het zuidelijk gedeelte vanaf de Raadhuisstraat  tot de Munt. Dat zijn de nummers 231 t/m (boven 439 nog aanpassen) aan de oneven zijde en 242 t/m (boven 434 nog aanpassen) aan de even zijde.
| Object | Oorspronkelijke functie? | Bouwjaar                          | Architect   | Locatie                  | Coördinaten?                  | Nr.?   | Afbeelding                                                                     |
| --- | ------------------------ | --------------------------------- | ----------- | ------------------------ | ----------------------------- | ------ | ------------------------------------------------------------------------------ |
| Dubbel hoekpand met hoge trapgevel | Woonhuis                 | 1606-1611                         |             | Singel 2                 | 52° 22' 46" NB, 4° 53' 40" OL | 5249   | Meer afbeeldingen                                                              |
| Ouder huis met gevel in traditionele trant, onder rechte lijst met consoles                                                                           | Gebouw                   | tweede helft 19e eeuw             |             | Singel 4                 | 52° 22' 46" NB, 4° 53' 39" OL | 5250   | Meer afbeeldingen                                                              |
| Pand met halsgevel | Gebouw                   | eerste kwart 18e eeuw             |             | Singel 6                 | 52° 22' 46" NB, 4° 53' 39" OL | 5251   | Meer afbeeldingen                                                              |
| Pand met gevel onder rechte lijst met consoles en opschrift                                                                                           | Gebouw                   | laatste kwart 18e eeuw            |             | Singel 8                 | 52° 22' 45" NB, 4° 53' 38" OL | 5252   | Meer afbeeldingen                                                              |
| Pand met gevel onder rechte lijst | Gebouw                   | 18e/19e eeuw                      |             | Singel 12                | 52° 22' 45" NB, 4° 53' 38" OL | 5253   | Meer afbeeldingen                                                              |
| Hoekhuis met gevel onder waarschijnlijk latere klokvormige top                                                                                        | Gebouw                   | 18e/19e eeuw                      |             | Singel 14                | 52° 22' 45" NB, 4° 53' 38" OL | 5254   | Meer afbeeldingen                                                              |
| Pand met voorgevel onder triglyfenlijst achtergevel aan de stroomarkt trapgevel, versierd met sterren en blokken in de vensterbogen                   | Werk-woonhuis            | 17e/18e eeuw                      |             | Singel 1                 | 52° 22' 42" NB, 4° 53' 38" OL | 5146   | Meer afbeeldingen                                                              |
| Pand met gevel onder rechte lijst met consoles | Gebouw                   | vermoedelijk derde kwart 19e eeuw |             | Singel 3                 | 52° 22' 42" NB, 4° 53' 38" OL | 5147   | Meer afbeeldingen                                                              |
| Huis onder schilddak met gepleisterde gevel onder rechte lijst                                                                                        | Gebouw                   | 18e/19e eeuw                      |             | Singel 5                 | 52° 22' 42" NB, 4° 53' 38" OL | 5148   | Meer afbeeldingen                                                              |
| Pand met gevel onder rechte lijst met empire deurpartij                                                                                               | Gebouw                   | eerste kwart 19e eeuw             |             | Singel 13                | 52° 22' 40" NB, 4° 53' 36" OL | 5149   | Meer afbeeldingen                                                              |
| Pak- of werkhuis dat dwars is geplaatst | Gebouw                   | 17e/18e eeuw                      |             | Singel 19                | 52° 22' 39" NB, 4° 53' 36" OL | 5150   | Meer afbeeldingen                                                              |
| Pand met gevel onder gebeeldhouwde verhoogde lijst en attiek                                                                                          | Gebouw                   | 1739/1740                         |             | Singel 23                | 52° 22' 39" NB, 4° 53' 35" OL | 5151   | Meer afbeeldingen                                                              |
| Pand met gevel onder gebeeldhouwde verhoogde lijst en attiek                                                                                          | Gebouw                   | 1739/1740                         |             | Singel 25                | 52° 22' 39" NB, 4° 53' 35" OL | 5152   | Meer afbeeldingen                                                              |
| Hoekhuis met gevel onder rechte lijst | Gebouw                   | derde kwart 19e eeuw              |             | Singel 27                | 52° 22' 39" NB, 4° 53' 35" OL | 5153   | Meer afbeeldingen                                                              |
| Pand met gepleisterde gevel onder rechte lijst | Gebouw                   | eerste helft 19e eeuw             |             | Singel 29                | 52° 22' 38" NB, 4° 53' 34" OL | 5154   | Meer afbeeldingen                                                              |
| Pand met vierraamsgevel onder rechte lijst met consoles                                                                                               | Gebouw                   | mogelijk eerste helft 18e eeuw    |             | Singel 39                | 52° 22' 38" NB, 4° 53' 34" OL | 5155   | Meer afbeeldingen                                                              |
| Pand met gevel onder verhoogde lijst met consoles | Gebouw                   | laatste kwart 18e eeuw            |             | Singel 41                | 52° 22' 37" NB, 4° 53' 33" OL | 5156   | Meer afbeeldingen                                                              |
| Hoekhuis onder schilddak met omlopende triglyfenlijst                                                                                                 | Gebouw                   | mogelijk laatste kwart 18e eeuw   |             | Singel 43                | 52° 22' 37" NB, 4° 53' 33" OL | 5157   | Meer afbeeldingen                                                              |
| Hoekhuis met gevel onder gebeeldhouwde zandstenen verhoogde lijst                                                                                     | Gebouw                   | 1725                              |             | Singel 45I               | 52° 22' 37" NB, 4° 53' 33" OL | 5158   | Meer afbeeldingen                                                              |
| Pand met gevel onder rechte lijst met dakkapel | Gebouw                   | 18e/19e eeuw                      |             | Singel 47                | 52° 22' 37" NB, 4° 53' 33" OL | 5159   | Meer afbeeldingen                                                              |
| Pand met gevel onder rechte lijst | Gebouw                   | eerste helft 19e eeuw             |             | Singel 51                | 52° 22' 36" NB, 4° 53' 32" OL | 5160   | Meer afbeeldingen                                                              |
| Pand met klokgevel met rollagen | Gebouw                   | 18e eeuw                          |             | Singel 53                | 52° 22' 36" NB, 4° 53' 32" OL | 5161   | Meer afbeeldingen                                                              |
| Pand met gevel onder rechte lijst met consoles | Gebouw                   | tweede kwart 18e eeuw             |             | Singel 61                | 52° 22' 36" NB, 4° 53' 32" OL | 5162   | Meer afbeeldingen                                                              |
| Pand met klokgevel | Woonhuis                 | tweede kwart 18e eeuw             |             | Singel 63                | 52° 22' 36" NB, 4° 53' 32" OL | 5163   | Meer afbeeldingen                                                              |
| Pand met klokgevel | Gebouw                   | tweede of derde kwart 18e eeuw    |             | Singel 65                | 52° 22' 36" NB, 4° 53' 31" OL | 5164   | Meer afbeeldingen                                                              |
| Pand met gevel | Gebouw                   | 1724                              |             | Singel 67                | 52° 22' 36" NB, 4° 53' 31" OL | 5165   | Meer afbeeldingen                                                              |
| Pand met gevel onder triglyfenlijst | Gebouw                   | laatste kwart 18e eeuw            |             | Singel 71                | 52° 22' 35" NB, 4° 53' 31" OL | 5166   | Meer afbeeldingen                                                              |
| Pand met halsgevel | Gebouw                   | ca. 1725                          |             | Singel 73                | 52° 22' 35" NB, 4° 53' 31" OL | 5167   | Meer afbeeldingen                                                              |
| Pand, met halsgevel | Woonhuis                 | 1723                              |             | Singel 75                | 52° 22' 35" NB, 4° 53' 31" OL | 5168   | Meer afbeeldingen                                                              |
| Pand met halsgevel | Gebouw                   | 1744                              |             | Singel 77                | 52° 22' 35" NB, 4° 53' 31" OL | 5169   | Meer afbeeldingen                                                              |
| De Zwaan / De Swaen | Gebouw                   | 1652                              |             | Singel 83                | 52° 22' 34" NB, 4° 53' 30" OL | 5170   | Meer afbeeldingen                                                              |
| Pand met halsgevel, bekroond door een borstbeeld | Gebouw                   | ca. 1725 of tweede kwart 18e eeuw |             | Singel 87                | 52° 22' 34" NB, 4° 53' 30" OL | 5171   | Meer afbeeldingen                                                              |
| Pand met gevel onder verhoogde lijst met consoles en kuif                                                                                             | Gebouw                   | ca. 1750                          |             | Singel 93                | 52° 22' 34" NB, 4° 53' 29" OL | 5172   | Meer afbeeldingen                                                              |
| Pand met vierraamsgevel onder rechte lijst | Gebouw                   | 18e/19e eeuw                      |             | Singel 95                | 52° 22' 33" NB, 4° 53' 29" OL | 5173   | Meer afbeeldingen                                                              |
| Pand met klokgevel | Gebouw                   | tweede helft 17e eeuw en later    |             | Singel 97                | 52° 22' 33" NB, 4° 53' 29" OL | 5174   | Meer afbeeldingen                                                              |
| Pand met gevel onder gesneden rechte lijst | Gebouw                   | 18e/19e eeuw                      |             | Singel 99                | 52° 22' 33" NB, 4° 53' 29" OL | 5175   | Meer afbeeldingen                                                              |
| Pand met halsgevel | Gebouw                   | eerste of tweede helft 18e eeuw   |             | Singel 101               | 52° 22' 33" NB, 4° 53' 29" OL | 5176   | Pand met halsgevel                                                             |
| Pand met gevel onder rechte lijst met consoles | Gebouw                   | eerste of tweede helft 18e eeuw   |             | Singel 111A              | 52° 22' 32" NB, 4° 53' 28" OL | 5177   | Meer afbeeldingen                                                              |
| Pand met vierraamsgevel onder rechte lijst met triglyfen en consoles                                                                                  | Gebouw                   | ca. 1750                          |             | Singel 113               | 52° 22' 32" NB, 4° 53' 28" OL | 5178   | Meer afbeeldingen                                                              |
| Pand met gevel onder gesneden verhoogde lijst | Gebouw                   | 18e eeuw                          |             | Singel 115A              | 52° 22' 32" NB, 4° 53' 27" OL | 5179   | Meer afbeeldingen                                                              |
| Pand met gevel onder rechte lijst | Gebouw                   | tweede kwart 19e eeuw             |             | Singel 117               | 52° 22' 32" NB, 4° 53' 27" OL | 5180   | Meer afbeeldingen                                                              |
| Pand met gevel onder rechte lijst waarop gesneden attiek                                                                                              | Gebouw                   | 18e/19e eeuw                      |             | Singel 119A              | 52° 22' 31" NB, 4° 53' 27" OL | 5181   | Meer afbeeldingen                                                              |
| Pand met gevel onder rechte lijst met consoles | Woonhuis                 | eerste helft 18e eeuw             |             | Singel 121A              | 52° 22' 31" NB, 4° 53' 27" OL | 5182   | Meer afbeeldingen                                                              |
| Twee huizen achter een zandstenen vijfraamsgevel | Gebouw                   | eerste helft 18e eeuw of later    |             | Singel 123               | 52° 22' 31" NB, 4° 53' 26" OL | 5183   | Meer afbeeldingen                                                              |
| Pand met gevel onder rechte lijst | Woonhuis                 | 19e eeuw                          |             | Singel 129               | 52° 22' 31" NB, 4° 53' 26" OL | 5184   | Meer afbeeldingen                                                              |
| Hoekhuisje met gevel onder rechte lijst | Woonhuis                 | 17e/19e eeuw                      |             | Singel 131               | 52° 22' 30" NB, 4° 53' 26" OL | 5185   | Meer afbeeldingen                                                              |
| Pand met halsgevel met deuromlijsting | Gebouw                   | tweede kwart 18e eeuw             |             | Singel 135               | 52° 22' 30" NB, 4° 53' 26" OL | 5186   | Meer afbeeldingen                                                              |
| Pand met gevel onder verhoogde lijst, met versierde kelderpui, deurkozijn en kalf                                                                     | Gebouw                   | tweede kwart 18e eeuw             |             | Singel 137               | 52° 22' 30" NB, 4° 53' 25" OL | 5187   | Meer afbeeldingen                                                              |
| Pand met gevel onder rechte lijst | Woonhuis                 | midden 19e eeuw                   |             | Singel 141               | 52° 22' 30" NB, 4° 53' 25" OL | 5188   | Meer afbeeldingen                                                              |
| Pand met gevel onder rechte lijst | Gebouw                   | eerste helft 19e eeuw             |             | Singel 143               | 52° 22' 30" NB, 4° 53' 25" OL | 5189   | Meer afbeeldingen                                                              |
| Pand met louis | Gebouw                   | laatste kwart 18e eeuw            |             | Singel 145               | 52° 22' 30" NB, 4° 53' 25" OL | 5190   | Meer afbeeldingen                                                              |
| Pand met klokgevel met gesneden deur | Gebouw                   | 1634 18e eeuw                     |             | Singel 155               | 52° 22' 29" NB, 4° 53' 24" OL | 5191   | Meer afbeeldingen                                                              |
| Pand met halsgevel | Gebouw                   | 1717                              |             | Singel 157A              | 52° 22' 29" NB, 4° 53' 24" OL | 5192   | Meer afbeeldingen                                                              |
| Pand met klokgevel | Gebouw                   | derde kwart 18e eeuw              |             | Singel 159E              | 52° 22' 28" NB, 4° 53' 24" OL | 5193   | Meer afbeeldingen                                                              |
| Hoekhuis met voorgevel aan de torensteeg: gevel onder rechte lijst met consoles                                                                       | Gebouw                   | laatste kwart 18e eeuw            |             | Singel 161A              | 52° 22' 28" NB, 4° 53' 23" OL | 5194   | Meer afbeeldingen                                                              |
| Pand met gevel onder rechte lijst | Gebouw                   | 18e/19e eeuw                      |             | Singel 163               | 52° 22' 28" NB, 4° 53' 23" OL | 5195   | Pand met gevel onder rechte lijst                                              |
| Groot hoekpand onder schilddak met consoles in de omlopende lijst                                                                                     | Gebouw                   | eerste helft 18e eeuw             |             | Singel 16                | 52° 22' 43" NB, 4° 53' 36" OL | 5255   | Meer afbeeldingen                                                              |
| Pand met gevel onder rechte lijst met consoles | Gebouw                   | mogelijk eerste helft 19e eeuw    |             | Singel 18                | 52° 22' 43" NB, 4° 53' 36" OL | 5256   | Meer afbeeldingen                                                              |
| Pand met gevel onder rechte lijst met consoles, met deurpartij, stoep- en vensterhekjes en gesneden wisseldorpels in de ramen van de hoofdverdieping  | Gebouw                   | ca. 1800                          |             | Singel 20                | 52° 22' 43" NB, 4° 53' 36" OL | 5257   | Meer afbeeldingen                                                              |
| Pand met gevel, waarvan de hals in recente tijd is vervangen door een beëindiging met rechte lijst                                                    | Gebouw                   | 1712                              |             | Singel 22                | 52° 22' 43" NB, 4° 53' 36" OL | 5258   | Meer afbeeldingen                                                              |
| Pand met gevel onder triglyfenlijst, waarop zandstenen attiek met schip                                                                               | Gebouw                   | derde kwart 18e eeuw              |             | Singel 24                | 52° 22' 43" NB, 4° 53' 36" OL | 5259   | Meer afbeeldingen                                                              |
| Pand met halsgevel | Gebouw                   | eerste kwart 18e eeuw             |             | Singel 26                | 52° 22' 43" NB, 4° 53' 36" OL | 5260   | Meer afbeeldingen                                                              |
| Pand met halsgevel | Gebouw                   | 18e/19e eeuw                      |             | Singel 28                | 52° 22' 43" NB, 4° 53' 36" OL | 5261   | Meer afbeeldingen                                                              |
| Pand met gevel onder rechte lijst met consoles en attiek, met gebeeldhouwde kelderpui en stoep                                                        | Gebouw                   | tweede kwart 18e eeuw             |             | Singel 30                | 52° 22' 42" NB, 4° 53' 35" OL | 5262   | Meer afbeeldingen                                                              |
| Pand met gevel met gebeeldhouwde kelderpui en stoep onder rechte lijst                                                                                | Gebouw                   | 18e/19e eeuw                      |             | Singel 32I               | 52° 22' 42" NB, 4° 53' 35" OL | 5263   | Meer afbeeldingen                                                              |
| Pand met gevel onder rechte lijst | Gebouw                   | 18e/19e eeuw                      |             | Singel 34                | 52° 22' 42" NB, 4° 53' 35" OL | 5264   | Meer afbeeldingen                                                              |
| Pand met gevel onder triglyfenlijst en gekuifde attiek, met gesneden deuromlijsting                                                                   | Gebouw                   | 18e/19e eeuw                      |             | Singel 36A               | 52° 22' 42" NB, 4° 53' 35" OL | 5265   | Meer afbeeldingen                                                              |
| Pand met gevel onder gebeeldhouwde verhoogde lijst | Gebouw                   | ca. 1725                          |             | Singel 40A               | 52° 22' 42" NB, 4° 53' 34" OL | 5266   | Meer afbeeldingen                                                              |
| Pand met gevel onder gesneden rechte lijst met empire deurpartij                                                                                      | Gebouw                   | eerste kwart 19e eeuw             |             | Singel 42A               | 52° 22' 41" NB, 4° 53' 34" OL | 5267   | Meer afbeeldingen                                                              |
| Hoekhuis met halsgevel en een met een versierde verhoging hierbij aansluitende zijgevel                                                               | Gebouw                   | ca. 1750                          |             | Singel 44                | 52° 22' 41" NB, 4° 53' 34" OL | 5268   | Meer afbeeldingen                                                              |
| Vroegere gevel van het achterhuis | Gebouw                   | tweede kwart 18e eeuw             |             | Singel 46 Roomolenstraat | 52° 22' 41" NB, 4° 53' 34" OL | 5269   | Meer afbeeldingen                                                              |
| Huize St. Liduina | Gebouw                   | 18e/19e eeuw                      |             | Singel 50A               | 52° 22' 41" NB, 4° 53' 34" OL | 5270   | Meer afbeeldingen                                                              |
| Pand met gevel onder rechte lijst, met twee balcons                                                                                                   | Gebouw                   | derde kwart 19e eeuw              |             | Singel 52A               | 52° 22' 40" NB, 4° 53' 33" OL | 5271   | Meer afbeeldingen                                                              |
| Pand met gevel onder rechte lijst met consoles en met twee balcons                                                                                    | Gebouw                   | derde kwart 19e eeuw              |             | Singel 54                | 52° 22' 40" NB, 4° 53' 33" OL | 5272   | Meer afbeeldingen                                                              |
| Pand met gevel onder verhoogde zandstenen lijst met gebeeldhouwd, door een borstbeeld bekroond kuifstuk                                               | Gebouw                   | tweede kwart 18e eeuw             |             | Singel 56                | 52° 22' 40" NB, 4° 53' 33" OL | 5273   | Meer afbeeldingen                                                              |
| Pand met gevel met gebeeldhouwde kelderpui en stoep, drie louis                                                                                       | Woonhuis                 | 18e/19e eeuw                      |             | Singel 58A               | 52° 22' 40" NB, 4° 53' 33" OL | 5274   | Meer afbeeldingen                                                              |
| Pand met gevel onder gebeeldhouwde zandstenen verhoogde lijst en opzetstuk, met gebeeldhouwde kelderpui en gesneden deuromlijsting                    | Woonhuis                 | 18e/19e eeuw                      |             | Singel 60                | 52° 22' 40" NB, 4° 53' 32" OL | 5275   | Meer afbeeldingen                                                              |
| Pand met gevel, bestaande uit een bovenstuk | Gebouw                   | 1638                              |             | Singel 64                | 52° 22' 39" NB, 4° 53' 32" OL | 5276   | Meer afbeeldingen                                                              |
| Pand met gevel onder verhoogde lijst met consoles en gekuifd opzetstuk                                                                                | Gebouw                   | derde kwart 18e eeuw              |             | Singel 66                | 52° 22' 39" NB, 4° 53' 32" OL | 5277   | Meer afbeeldingen                                                              |
| Pand met gevel onder verhoogde lijst met consoles en gekuifd opzetstuk                                                                                | Gebouw                   | derde kwart 18e eeuw              |             | Singel 68                | 52° 22' 39" NB, 4° 53' 32" OL | 5278   | Meer afbeeldingen                                                              |
| Pand met gevel onder gesneden rechte lijst | Gebouw                   | 19e eeuw                          |             | Singel 72                | 52° 22' 39" NB, 4° 53' 31" OL | 5279   | Meer afbeeldingen                                                              |
| Pand met halsgevel met oeils-de-boeuf en gevelsteen                                                                                                   | Gebouw                   | eerste kwart 18e eeuw             |             | Singel 74A               | 52° 22' 39" NB, 4° 53' 31" OL | 5280   | Meer afbeeldingen                                                              |
| Pand met gevel onder rechte lijst met triglyfen | Gebouw                   | ca. 1800                          |             | Singel 78                | 52° 22' 38" NB, 4° 53' 31" OL | 5281   | Pand met gevel onder rechte lijst met triglyfen                                |
| Pand met gevel onder gesneden rechte lijst met triglyfen                                                                                              | Gebouw                   | laatste kwart 18e eeuw            |             | Singel 80                | 52° 22' 38" NB, 4° 53' 31" OL | 5282   | Pand met gevel onder gesneden rechte lijst met triglyfen                       |
| Hoekhuis in traditionele vormen, met gevel onder rechte lijst                                                                                         | Gebouw                   | tweede helft 19e eeuw             |             | Singel 84                | 52° 22' 37" NB, 4° 53' 30" OL | 5283   | Meer afbeeldingen                                                              |
| Pand met gevel onder rechte lijst met consoles en met deurpartij en gevellantaren                                                                     | Gebouw                   | derde kwart 19e eeuw              |             | Singel 86                | 52° 22' 37" NB, 4° 53' 30" OL | 5284   | Meer afbeeldingen                                                              |
| Pand met halsgevel | Gebouw                   | 18e/19e eeuw                      |             | Singel 90                | 52° 22' 37" NB, 4° 53' 30" OL | 5285   | Meer afbeeldingen                                                              |
| Pand met gevel onder rechte lijst, met snijraam | Gebouw                   | derde kwart 19e eeuw              |             | Singel 92                | 52° 22' 37" NB, 4° 53' 29" OL | 5286   | Meer afbeeldingen                                                              |
| Pand met klokgevel | Woonhuis                 | ca. 1750/1755                     |             | Singel 96                | 52° 22' 37" NB, 4° 53' 29" OL | 5287   | Meer afbeeldingen                                                              |
| Pand met gevel onder rechte lijst | Gebouw                   | eerste helft 19e eeuw             |             | Singel 98                | 52° 22' 36" NB, 4° 53' 29" OL | 5288   | Meer afbeeldingen                                                              |
| Huis met vernieuwde gevel onder rechte lijst met consoles en dakkapel                                                                                 | Werk-woonhuis            | 18e/19e eeuw                      |             | Singel 100               | 52° 22' 36" NB, 4° 53' 29" OL | 5289   | Meer afbeeldingen                                                              |
| Pand met gevel onder rechte lijst met consoles en dakkapel                                                                                            | Gebouw                   | 18e/19e eeuw                      |             | Singel 102               | 52° 22' 36" NB, 4° 53' 28" OL | 5290   | Meer afbeeldingen                                                              |
| Pand met klokgevel met vaas | Gebouw                   | 18e/19e eeuw                      |             | Singel 104               | 52° 22' 36" NB, 4° 53' 28" OL | 5291   | Meer afbeeldingen                                                              |
| Pand met klokgevel met vaas | Woonhuis                 | tweede kwart 18e eeuw             |             | Singel 106               | 52° 22' 36" NB, 4° 53' 28" OL | 5292   | Meer afbeeldingen                                                              |
| Hoekhuis met gevels onder omlopende lijst, vensterhekjes, stoeppalen en hekken                                                                        | Gebouw                   | tweede kwart 19e eeuw (kern)      |             | Singel 108               | 52° 22' 36" NB, 4° 53' 28" OL | 5293   | Meer afbeeldingen                                                              |
| Pand met klokgevel | Gebouw                   | ca. 1750                          |             | Singel 114A              | 52° 22' 35" NB, 4° 53' 26" OL | 5294   | Meer afbeeldingen                                                              |
| Pand met halsgevel met vleugelstukken van bijzonder ontwerp en met drie karikatuurkoppen                                                              | Gebouw                   | ca. 1750                          |             | Singel 116A              | 52° 22' 34" NB, 4° 53' 27" OL | 5295   | Meer afbeeldingen                                                              |
| De Zon | Gebouw                   | derde kwart 19e eeuw              |             | Singel 118A              | 52° 22' 34" NB, 4° 53' 26" OL | 5296   | Meer afbeeldingen                                                              |
| Pand met gevel onder rechte lijst met consoles en zandstenen pui                                                                                      | Gebouw                   | 18e/19e eeuw                      |             | Singel 120               | 52° 22' 34" NB, 4° 53' 26" OL | 5297   | Meer afbeeldingen                                                              |
| Pand met halsgevel | Gebouw                   | eerste kwart 18e eeuw             |             | Singel 124               | 52° 22' 34" NB, 4° 53' 26" OL | 5298   | Meer afbeeldingen                                                              |
| Pand met vierraams zandstenen gevel onder rechte lijst met consoles en triglyfen en met gebeeldhouwde kelderpui en deuromlijsting empire stoepleuning | Gebouw                   | tweede kwart 18e eeuw             |             | Singel 132               | 52° 22' 33" NB, 4° 53' 25" OL | 5299   | Meer afbeeldingen                                                              |
| Zandstenen gevel onder verhoogde lijst met attiek | Woonhuis                 | tweede kwart 18e eeuw             |             | Singel 134               | 52° 22' 33" NB, 4° 53' 25" OL | 5300   | Meer afbeeldingen                                                              |
| Pand met gevel onder triglyfenlijst met zandstenen hoeklisenen                                                                                        | Gebouw                   | 18e eeuw                          |             | Singel 136               | 52° 22' 33" NB, 4° 53' 25" OL | 5301   | Meer afbeeldingen                                                              |
| De Luypaert | Gebouw                   | 18e/19e eeuw                      |             | Singel 138A              | 52° 22' 32" NB, 4° 53' 24" OL | 5302   | Meer afbeeldingen                                                              |
| Rechterhelft van een gesplitst dubbel huis met zandstenen versiering en maskers in de gevel                                                           | Woonhuis                 | ca. 1605                          |             | Singel 140               | 52° 22' 32" NB, 4° 53' 24" OL | 5303   | Meer afbeeldingen                                                              |
| Linkerhelft van een gesplitst dubbel huis met gevel met zandstenen versiering en maskers                                                              | Gebouw                   | ca. 1605                          |             | Singel 142               | 52° 22' 32" NB, 4° 53' 24" OL | 5304   | Meer afbeeldingen                                                              |
| Pand met zeer smalle gevel onder rechte lijst | Woonhuis                 | eerste helft 19e eeuw             |             | Singel 144               | 52° 22' 32" NB, 4° 53' 24" OL | 5305   | Meer afbeeldingen                                                              |
| Dubbel huis met boven de kelderpui | Gebouw                   | 17e/19e eeuw                      |             | Singel 146               | 52° 22' 32" NB, 4° 53' 24" OL | 5306   | Meer afbeeldingen                                                              |
| Pand met gevel onder rollagentop | Gebouw                   | 18e/19e eeuw                      |             | Singel 148               | 52° 22' 32" NB, 4° 53' 23" OL | 5307   | Pand met gevel onder rollagentop                                               |
| Hoekhuis met voorgevel onder rechte lijst met consoles en zijstoep met leuning                                                                        | Gebouw                   | 17e/19e eeuw                      |             | Singel 150               | 52° 22' 31" NB, 4° 53' 23" OL | 5308   | Hoekhuis met voorgevel onder rechte lijst met consoles en zijstoep met leuning |
| Pand met gevel onder later versoberde klokvormige top                                                                                                 | Gebouw                   | 18e eeuw                          |             | Singel 162A              | 52° 22' 30" NB, 4° 53' 22" OL | 5309   | Meer afbeeldingen                                                              |
| Pand met gevel onder gesneden rechte lijst | Gebouw                   | 18e/19e eeuw                      |             | Singel 164               | 52° 22' 30" NB, 4° 53' 22" OL | 5310   | Meer afbeeldingen                                                              |
| Pand met geveltje onder rechte lijst met consoles | Gebouw                   | 18e/19e eeuw                      |             | Singel 166               | 52° 22' 30" NB, 4° 53' 22" OL | 5311   | Meer afbeeldingen                                                              |
| Pand met gevel onder rechte lijst | Gebouw                   | eerste helft 19e eeuw             |             | Singel 168               | 52° 22' 30" NB, 4° 53' 21" OL | 5312   | Meer afbeeldingen                                                              |
| Pand met vierraamsgevel onder rechte lijst met triglyfen en met deur- en vensteromlijsting in de ingangsrisaliet                                      | Gebouw                   | tweede kwart 18e eeuw             |             | Singel 172A              | 52° 22' 30" NB, 4° 53' 21" OL | 5313   | Meer afbeeldingen                                                              |
| Pand met gevel onder gesneden verhoogde lijst | Gebouw                   | ca. 1725                          |             | Singel 174A              | 52° 22' 29" NB, 4° 53' 21" OL | 5314   | Meer afbeeldingen                                                              |
| Pand met gevel onder gesneden rechte lijst met consoles en fronton                                                                                    | Gebouw                   | laatste kwart 18e eeuw            |             | Singel 176A              | 52° 22' 29" NB, 4° 53' 21" OL | 5315   | Meer afbeeldingen                                                              |
| Pand met vierraamsgevel onder rechte lijst met triglyfen en met deur- en vensteromlijsting in de ingangsrisaliet                                      | Gebouw                   | tweede kwart 18e eeuw             |             | Singel 170               | 52° 22' 30" NB, 4° 53' 21" OL | 5316   | Meer afbeeldingen                                                              |
| Pand met klokgevel | Gebouw                   | derde kwart 18e eeuw              |             | Singel 178               | 52° 22' 29" NB, 4° 53' 21" OL | 5317   | Meer afbeeldingen                                                              |
| Hoekhuis met halsgevel | Gebouw                   | 17e/18e eeuw                      |             | Singel 182               | 52° 22' 29" NB, 4° 53' 20" OL | 5318   | Meer afbeeldingen                                                              |
| Pand met hoge zandstenen gevel onder gebeeldhouwde door een borstbeeld bekroonde verhoogde lijst, met gebeeldhouwde middelste vensters                | Gebouw                   | ca. 1725                          |             | Singel 186A              | 52° 22' 28" NB, 4° 53' 20" OL | 5319   | Meer afbeeldingen                                                              |
| Pand met halsgevel met gevelsteen | Gebouw                   | 1737                              |             | Singel 188               | 52° 22' 28" NB, 4° 53' 20" OL | 5320   | Meer afbeeldingen                                                              |
| Pand met halsgevel met gebeeldhouwde stoep | Gebouw                   | 1739                              |             | Singel 192               | 52° 22' 28" NB, 4° 53' 20" OL | 5321   | Meer afbeeldingen                                                              |
| Hoekpand, pakhuis met gevel onder omlopende triglyfenlijst en geblokte pui                                                                            | Gebouw                   | laatste kwart 18e eeuw            |             | Singel 210               | 52° 22' 26" NB, 4° 53' 19" OL | 5322   | Meer afbeeldingen                                                              |
| Pand met gevel onder zandstenen top in de vorm van een hals                                                                                           | Gebouw                   | tweede kwart 18e eeuw             |             | Singel 212               | 52° 22' 26" NB, 4° 53' 19" OL | 5323   | Meer afbeeldingen                                                              |
| Pand met klokgevel | Gebouw                   | tweede helft 17e eeuw             |             | Singel 238               | 52° 22' 24" NB, 4° 53' 18" OL | 5324   | Meer afbeeldingen                                                              |
| Pand met gevel onder rechte lijst | Gebouw                   | eerste helft 19e eeuw             |             | Singel 240               | 52° 22' 24" NB, 4° 53' 18" OL | 5325   | Meer afbeeldingen                                                              |
| Brug 8, Brug tussen Singel en Spuistraat in de Raadhuisstraat, voormalige Huiszittensteeg                                                             | Brug                     | 1925                              | P.L. Kramer | Singel/brugnummer 8      | 52° 22' 26" NB, 4° 53' 21" OL | 518387 | Upload foto                                                                    |